# Blutverlust (Band)
Blutverlust war eine Punk-Band, die sich 1978 im hessischen Rotenburg an der Fulda gründete. In ihren Texten griff die Band klassische politische Punkthemen auf und sang gegen Krieg und die etablierte Gesellschaft.

## Geschichte
Peter Thomas und Kai Uwe Schönewolf gründeten 1978 Blutverlust. Ihr Übungsraum war erst die Garage von Peter Thomas’ Eltern und später die „Grotte“, ein historischer Gewölbekeller im „Haus der Jugend“ („JUZE“) Rotenburg. Am ersten Todestag von Marc Bolan (16. September 1978) spielten sie ihr erstes Konzert im Juze Rotenburg. Ihr erstes Konzert außerhalb von Rotenburg spielten sie im März 1981 in Witzenhausen. Schnell machten sie sich durch regionale Auftritte in der Punkszene einen Namen. Das erste professionelle Tape nahmen sie 1982 im „Rennquintett Rehearsal Studio“ auf; vertrieben wurde es durch einen Freund, Arne Gesemann (Chaos Record). Kurz nach den Aufnahmen hatte Kai-Uwe Schönewolf keine Lust mehr, Bass zu spielen, und verließ die Gruppe. Parallel zu Blutverlust spielte Bassist Kai-Uwe Schönewolf noch in der Band Bunker Schlagzeug und wechselte in Blutverlust an dieses Instrument. Als neue Bassistin kam Irmgard "Tante Irmchen" Mersch, die zuvor bei Rennquintett sang, in die Band. Blutverlust lösten sich um 1983 nach zahlreichen Auftritten (u. a. mit den Boskops, Neurotic Arseholes, Inferno, Napalm und ZSD) auf.
Peter Thomas und Peter Küllmer schlossen sich Bunker an. Sie benannten sich später um in Maniacs, eine Hommage an Peter and the Test Tube Babies und ihren Titel Maniacs. Irmgard Mersch sang ab 1983 in der ersten Wolfhagener Punkband Faderland. Im Sommer 1995 wurde sie wieder aktiv am Bass bei Psychisch Instabil, die mit ihr das Lied Ich will nicht für Deutschland sterben coverten, veröffentlicht auf Bad Taste.

## Diskografie

### Alben
- 1981: Live Tape (Bunker + Sado Tapes) (Chaos Record) Demotape
- 1982: Studio Session '82 (Bunker + Sado Tapes) (Chaos Record) Demotape

### Sampler
- 1982: Vielfalt (Linde Tapes) B1 – Wir hängen auf der Straße rum
- 1989: Keine Angst vor den 80zigern – 36. Ich will nicht für Deutschland sterben
- 1996: For a Fistful of Punk (Bad Taste Records BTR 009/7) 4 Track EP 7" Ich will nicht für Deutschland sterben